# De Steeg (Gelderland)
De Steeg is een van de zeven dorpen in de gemeente Rheden in de Nederlandse provincie Gelderland. Het heeft 1.090 inwoners (per 1 januari 2023). Het dorp ligt in het IJsseldal aan de rand van het Nationaal Park Veluwezoom.
In De Steeg bevindt zich het Kasteel Middachten. Veel woningen in en rond De Steeg hebben elementen die verwijzen naar Middachten, zoals de kleuren rood en wit. Een treffend voorbeeld hiervan is het monumentale postkantoor van De Steeg. Bij De Steeg ligt verder de buitenplaats Huis Rhederoord.
In De Steeg stond de herberg De Engel, die in de loop der jaren uitgroeide tot het hotel De Engel. Daar verbleven bekende mensen als Louis Couperus (woonde er drie maanden tot zijn overlijden), Wim Kan en Simon Carmiggelt met enige regelmaat. De historicus Johan Huizinga overleed op 1 februari 1945 in De Steeg. Recenter woonden onder meer Miss Universe Nederland Paulien Huizinga, voetballer Johan de Kock, radio-dj Vincent de Lijser en Joop Boer in De Steeg.
Recht tegenover het gemeentehuis van Rheden, dat staat in De Steeg, is in 1990 een monument voor Carmiggelt opgericht van de hand van kunstenaar Wim Kuijl. Dit beeld werd in januari 2012 ontvreemd, in stukken gezaagd teruggevonden en een jaar na de verdwijning teruggeplaatst na te zijn gerestaureerd door de maker.
Ook Couperus wordt in het dorp herdacht met een bankje.

## Afbeeldingen

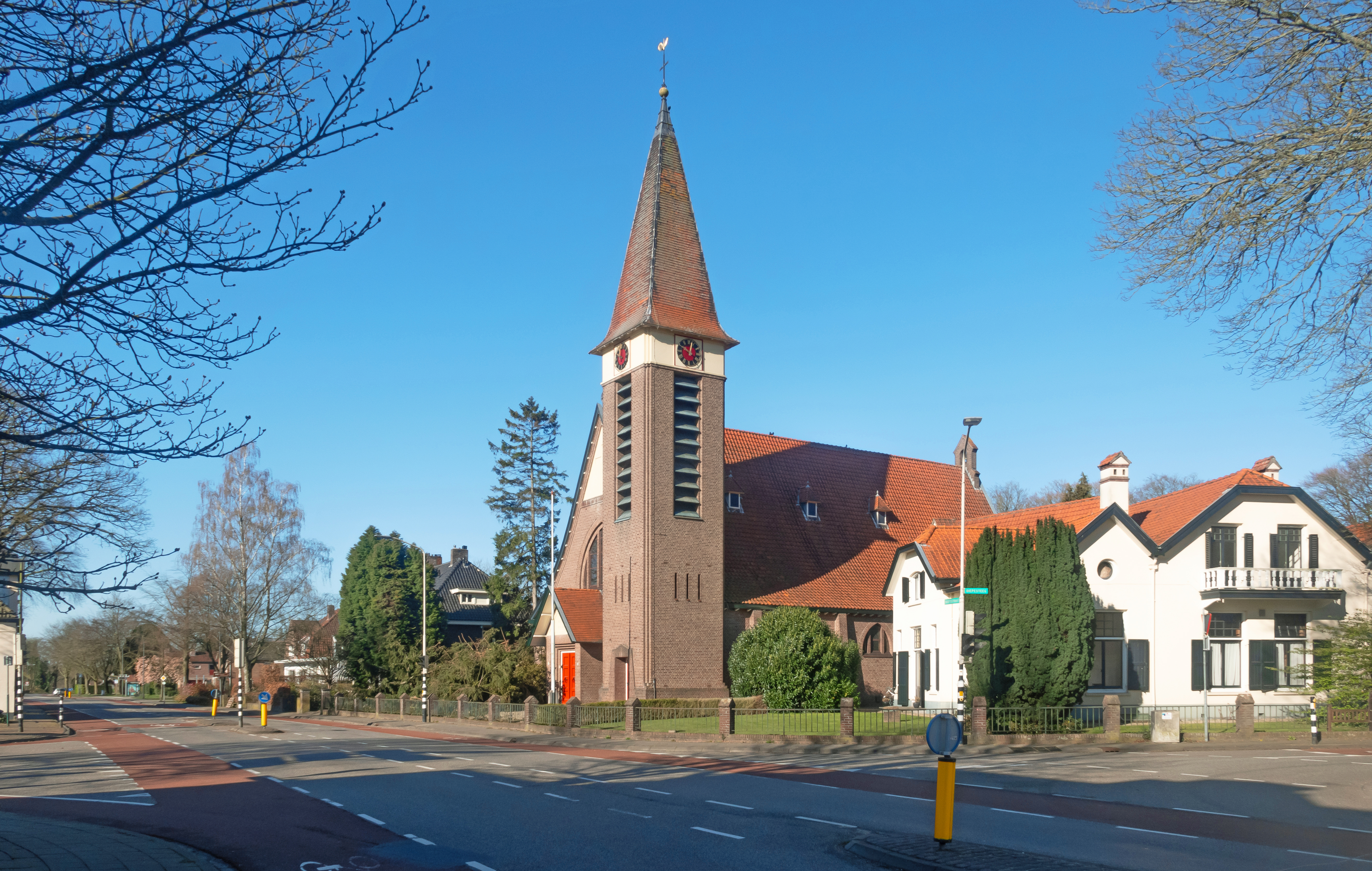
Katholieke kerk
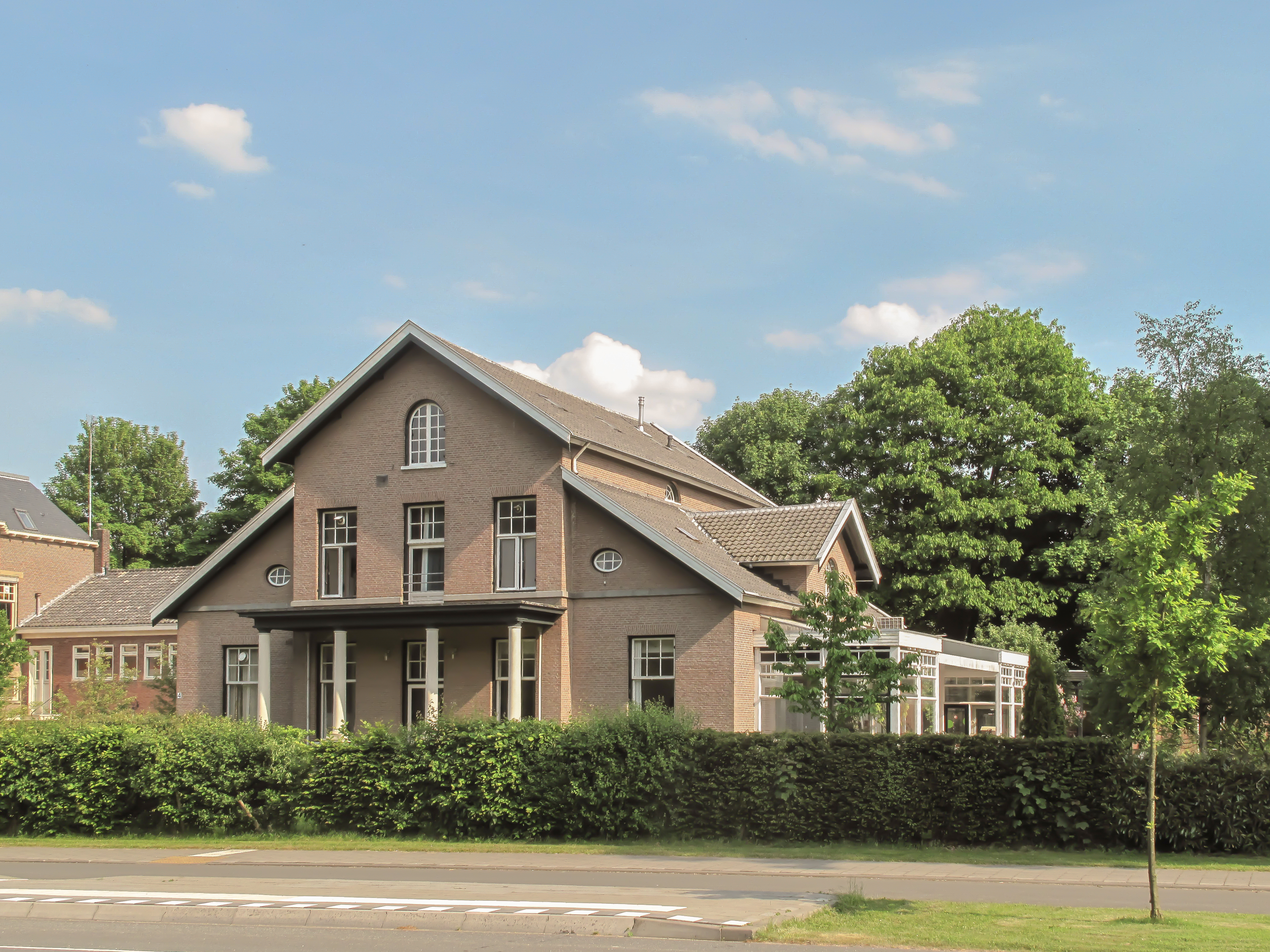
Deel van het voormalige gemeentehuis
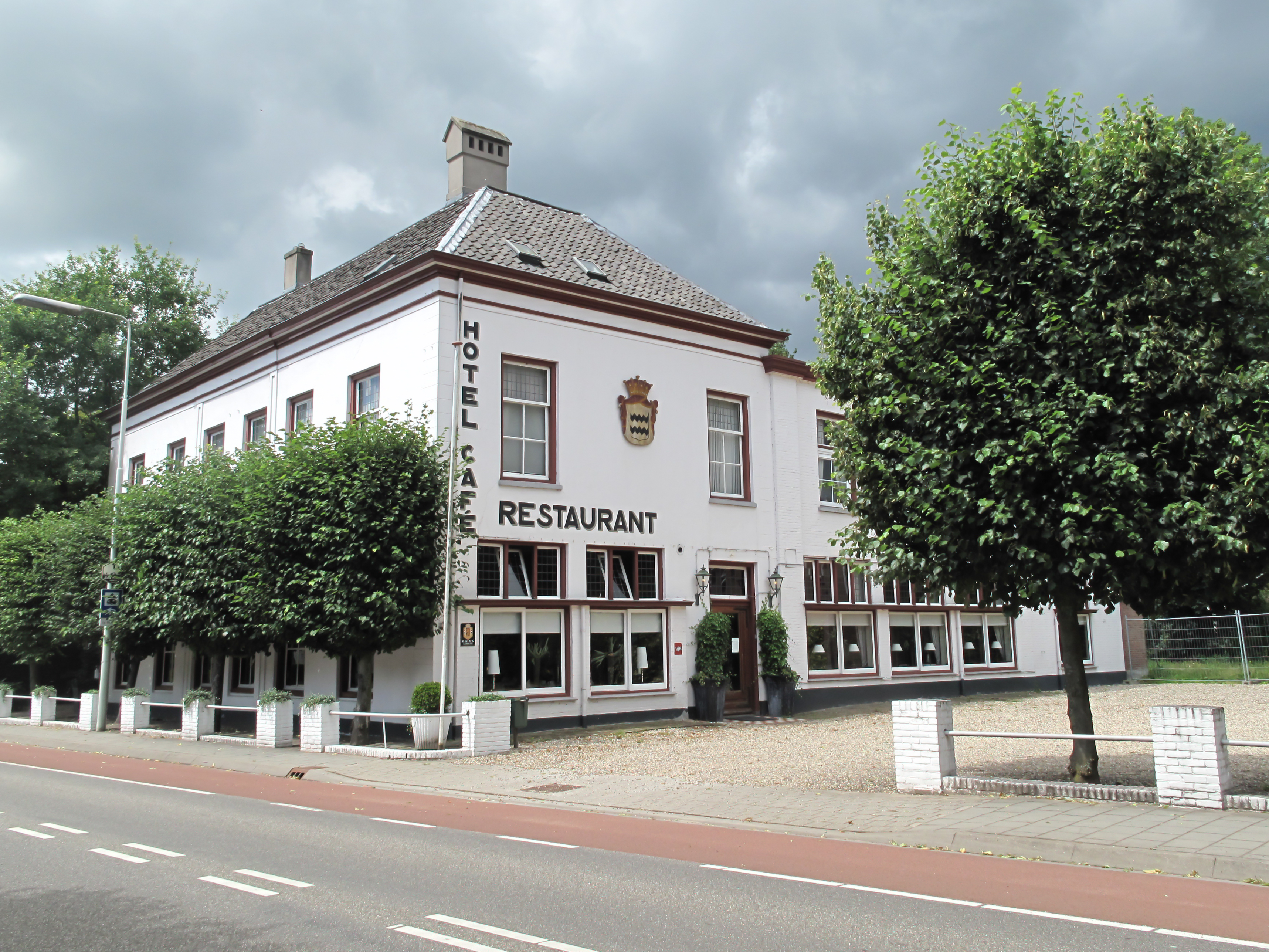
Monumentaal horecapand aan de Hoofdstraat
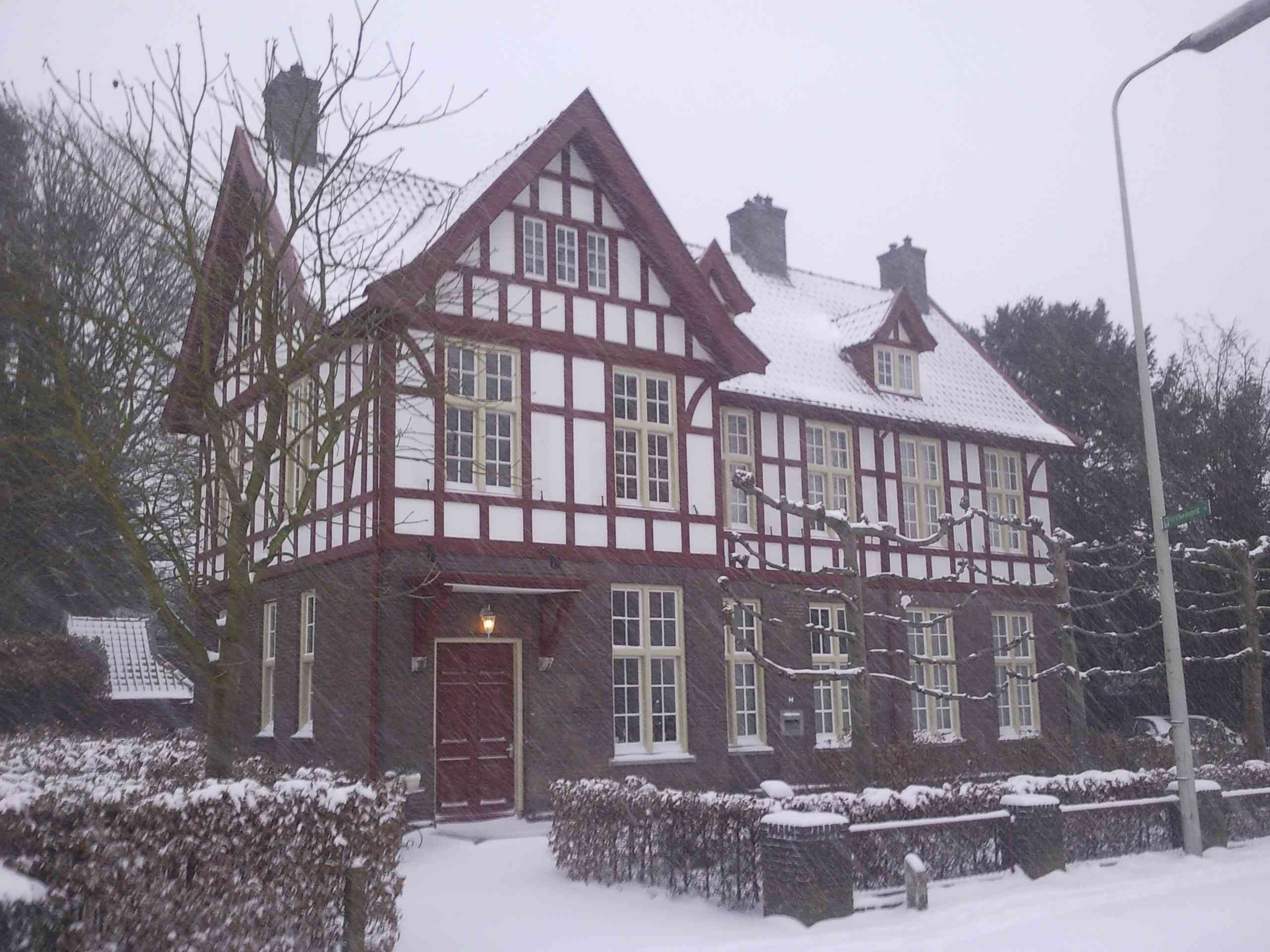
Het monumentale postkantoor aan de Hoofdstraat
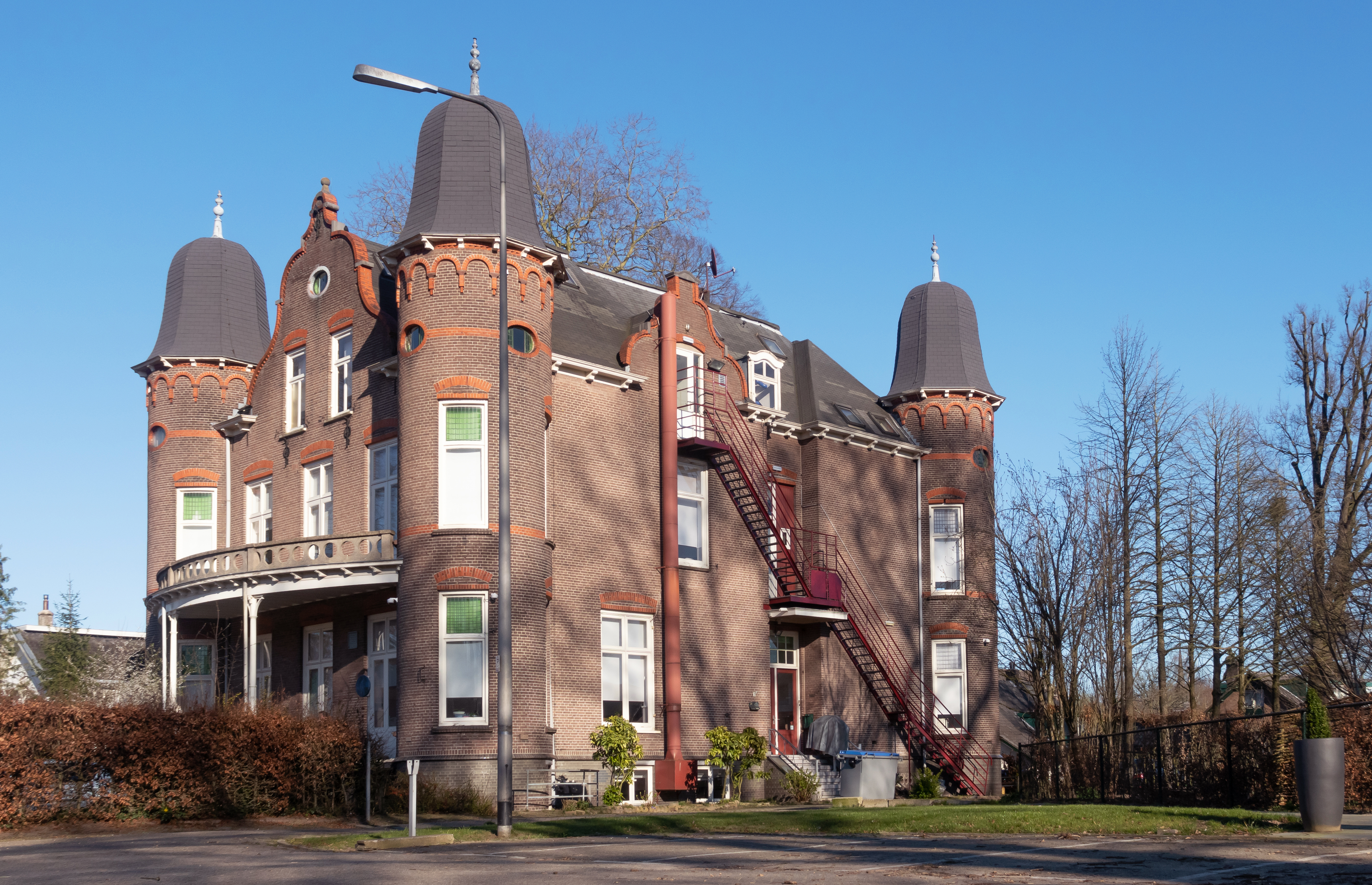
Huize Rhederpark
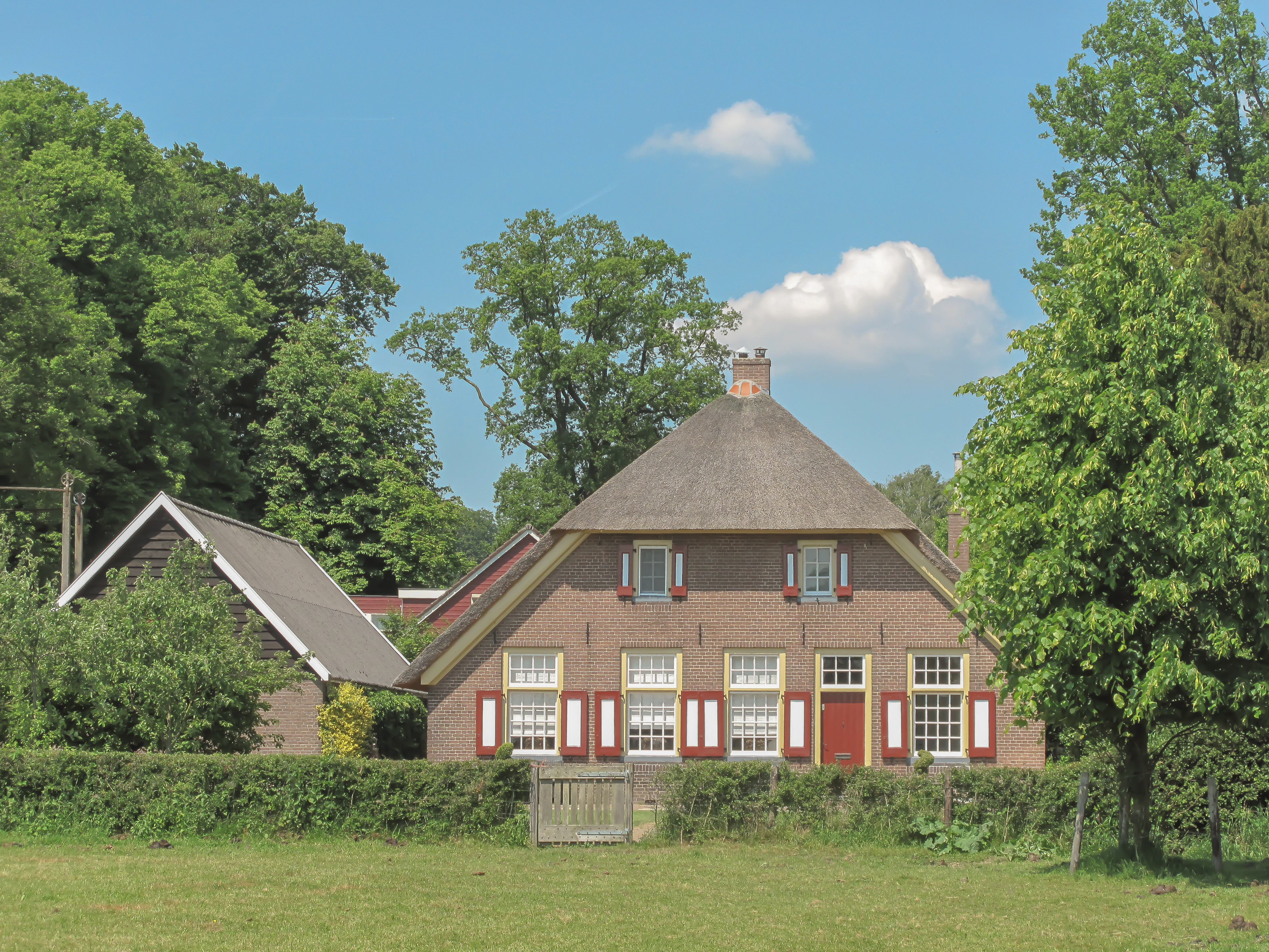
Monumentaal pand aan Oversteeg 14
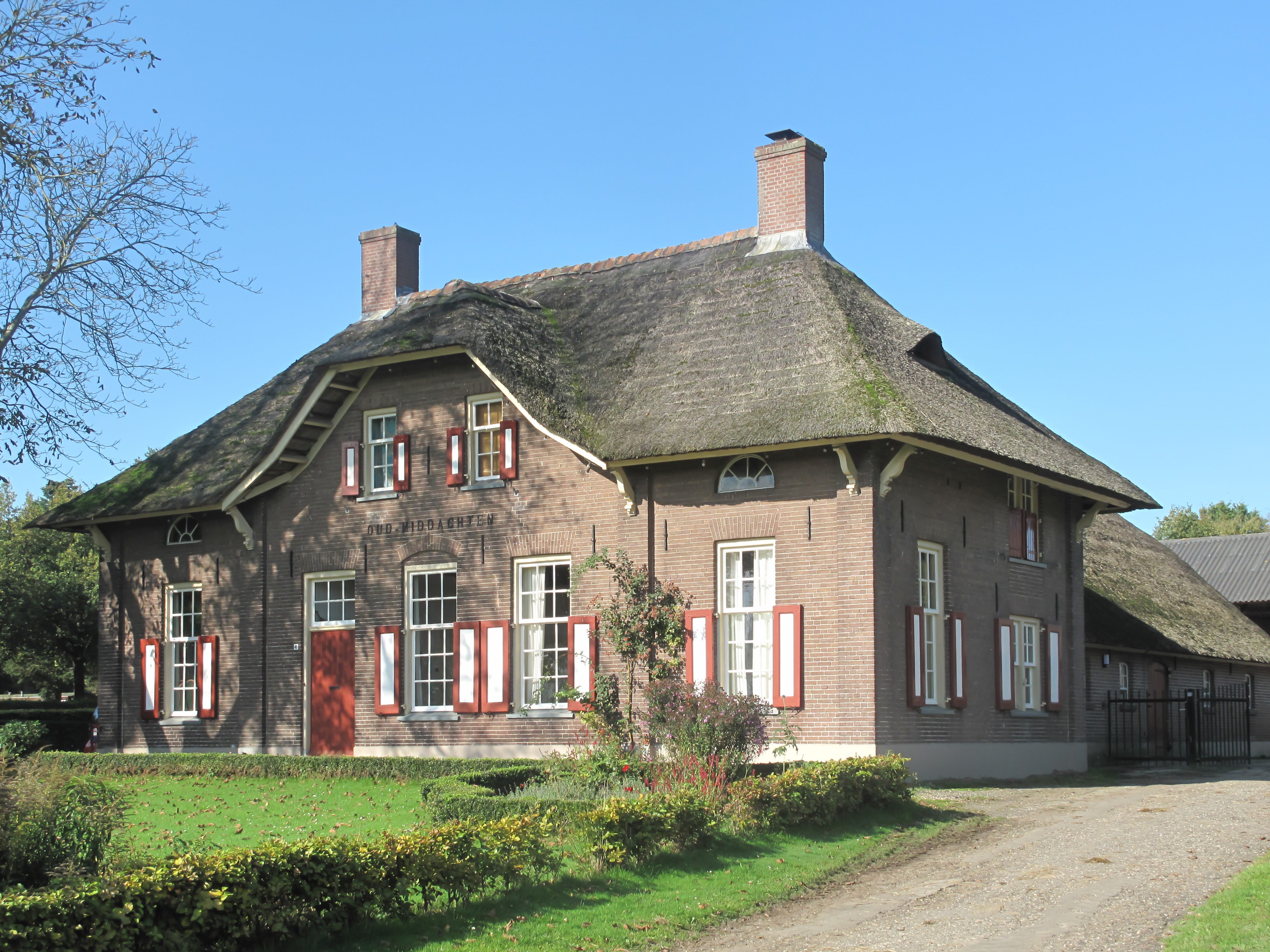
Monumentaal pand aan 45 Oversteeg
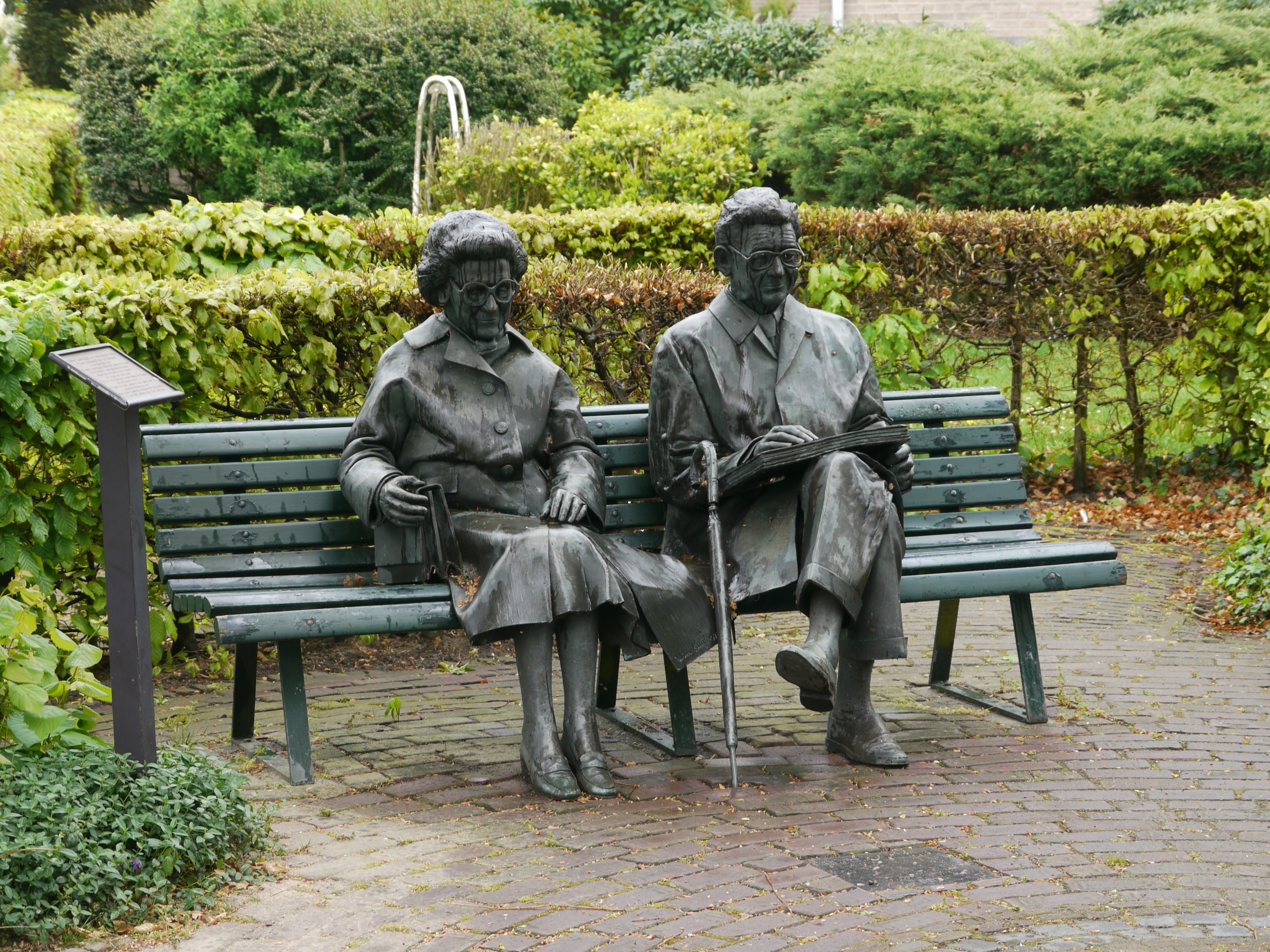
Beeld van Simon Carmiggelt samen met zijn vrouw Tiny op een bankje